# Bleomycyna
Bleomycyna (łac. Bleomycinum) – antybiotyk glikopeptydowy otrzymywany ze szczepu Streptomyces verticillus. Jest mieszaniną polipeptydowych związków o działaniu cytostatycznym, głównie bleomycyny A2 i B2. Jest  antybiotykiem cytostatycznym powodującym uszkodzenie nici DNA w wyniku przyłączenia się do niej kompleksu bleomycyna – jon żelazowy, czego rezultatem jest rozszczepienie nici DNA i zahamowanie cyklu komórkowego w fazie G2 i M, co w konsekwencji prowadzi do śmierci komórki nowotworowej.

## Zastosowanie
- ziarnica złośliwa
- chłoniaki nieziarnicze (u dorosłych)
- rak płaskonabłonkowy głowy i szyi
- rak płaskonabłonkowy zewnętrznych narządów płciowych i szyjki macicy
- rak jądra[4]

## Działania niepożądane
- objawy grypopodobne (gorączka, dreszcze),
- przebarwienia skóry,
- zapalenie płuc (u ok. 10% pacjentów),
- zapalenie błon śluzowych,
- nudności i wymioty (rzadko),
- łysienie,
- krwawienia (krwotoki)[4].

Bleomycyna jest cytostatykiem względnie mało toksycznym. Jako jeden z nielicznych leków przeciwnowotworowych nie uszkadza szpiku. Groźna jest natomiast jej pneumotoksyczność, dlatego w premedykacji i podczas leczenia stosuje się glikokortykosteroidy, które mają osłaniać płuca.

## Dawkowanie
Bleomycyna podawana jest dożylnie lub dotętniczo we wlewie kroplowym, domięśniowo lub podskórnie.